# RENFE 289 sorozat
A RENFE 289 sorozat egy spanyol Bo'Bo' tengelyelrendezésű, 1 668 mm-es nyomtávolságú 3 kV DC és 1,5 kV DC áramrendszerű villamosmozdony-sorozat. 1969 és 1972 között gyártotta a CAF, a Mitsubishi és a CENEMESA a RENFE részére. Összesen 40 db készült a sorozatból.